# Kurt Strebel
Kurt Strebel (Wohlen, 20 de abril de 1921 – Zurique, 26 de outubro de 2013) foi um matemático suíço, que trabalhou com análise complexa.
Strebel obteve um doutorado em 1953 na Universidade de Zurique, orientado por Rolf Nevanlinna, com a tese Über das Kreisnormierungsproblem der konformen Abbildung.
Foi palestrante convidado do Congresso Internacional de Matemáticos em Vancouver (1974: On quadratic differentials and extremal quasiconformal mappings).

## Publicações
- Vorlesungen über Riemannsche Flächen, Vandenhoeck und Ruprecht, 1980.
- Quadratic Differentials. Ergebnisse der Mathematik und ihrer Grenzgebiete, Springer Verlag, 1984-
- Zur Frage der Eindeutigkeit extremaler quasikonformer Abbildungen des Einheitskreises. Comm. Math. Helv. 36, 1961/62, 306-323, Teil 1, Comm. Math. Helv. 39, 1964, 77-89.
- mit Edgar Reich Extremal quasiconformal mappings with given boundary values. in Contributions to Analysis. A collection of papers dedicated to Lipman Bers. Academic Press, 1974, 375-391.
- Über quadratische Differentiale mit geschlossenen Trajektorien. Festband zum 70. Geburtstag von Rolf Nevanlinna, Springer Verlag, 1966,
- On the maximal dilation of quasiconformal mappings. Proc. AMS, 6, 1955, 903-909.